# لعیا (بازیگر)
لعیا (انگلیسی: Laya) (زادهٔ ۲۱ اکتبر ۱۹۸۱) اجرا کننده رقص کوچی‌پودی و بازیگر سابق هندی است که به خاطر فعالیت بازیگری شناخته می‌شود، او بیشتر در فیلم‌های تلوگو و برخی فیلم‌های مالایالم، کنادا و تامیل نقش ایفا می‌کرد. لعیا برای اولین بار به عنوان هنرمند خردسال در فیلم مراقب باش (۱۹۹۲) (به هندی: Bhadram Koduko) نقش ایفا کرد و بعد به عنوان بازیگر اصلی کار خود را با فیلم انتخاب شخصی (۱۹۹۹) شروع کرد. لعیا، دو سال پیاپی برنده جایزه ناندی در بخش بهترین بازیگر زن به خاطر نقش آفرینی در فیلم‌های مانوحرم (۲۰۰۰) (Manoharam) و عاشق شدن (۲۰۰۱) (Preminchu) گردید.

## فیلم‌شناسی
فیلم
| سال  | نام فیلم             | نقش   | زبان     | نکات                      |
| ---- | -------------------- | ----- | -------- | ------------------------- |
| ۱۹۹۹ | انتخاب شخصی          | آنو   | تلوگو    | اولین فیلم او در نقش اصلی |
| ۲۰۰۰ | مانوحرم              | اوشا  | تلوگو    | [ ۵ ]                     |
| ۲۰۰۱ | عاشق شدن             | مینا  | تلوگو    | [ ۶ ]                     |
| ۲۰۰۴ | گجندرا               | ایندو | تامیل    | [ ۷ ]                     |
| ۲۰۰۵ | آلیس در سرزمین عجایب | صوفیه | مالایالم |                           |